# Hippolyte Fontaine
Hippolyte Fontaine, född 12 april 1833 i Dijon, död 17 februari 1910 i Hyères, var en fransk ingenjör. 
Fontaine var assistent till Zénobe Gramme vid konstruktionen av hans likströmsmaskin (1870). Fontaine utförde 1886 ett av de första praktiska försöken med elektrisk kraftöverföring och lyckades därvid bevisa möjligheten att tekniskt och ekonomiskt realisera detta problem. Han använde flera seriekopplade likströmsmaskiner såväl för den elektriska energins alstring som för dess mottagande; han erhöll en verkningsgrad av överföringen på omkring 50% Han utgav bland annat Eclairage à l'électricité och Transmissions électriques.